# 盖盖尼
盖盖尼，是匈牙利索博尔奇-索特马尔-贝拉格州所辖的一个村。总面积23.44平方公里，总人口1953，人口密度83.3人/平方公里（2011年1月1日）。